# Jaime Barros Pérez-Cotapos
Jaime Barros Pérez Cotapos (Curicó, 3 de mayo de 1911-Arica, 22 de febrero de 2004) fue un médico y político chileno. Entre 1961 y 1969 se desempeñó como senador de la República por las provincias de Aconcagua y Valparaíso.

## Biografía
Hijo de Ambrosio Barros Moreira e Inés Pérez-Cotapos Tagle y hermano del odontólogo y parasicólogo Andrés Barros Pérez-Cotapos y de Sergio Barros Pérez-Cotapos. Sus estudios secundarios los realizó en el Liceo de Curicó, y los superiores, en la Facultad de Medicina de la Universidad de Chile, donde se tituló de Médico cirujano en el año 1937. 
Durante sus estudios universitarios, en tercer año de Medicina, ocupó la ayudantía de Anatomía y luego su interés derivó a la especialidad de Pediatría, la que practicó hasta los 88 años de edad. 
Se casó con Antonia Velasco Moreno, el 11 de junio de 1938 y tuvieron un hijo, Rodrigo. En un segundo matrimonio se casó con Inés Señoret Lecaros y tuvieron cuatro hijos, Alma Luz, Claudia, José Manuel e Inés. 
Entre otras actividades, en su juventud fue deportista, corredor de 800 y 1.500 metros planos y ciclista. Fue también fotógrafo y presidente del Valparaíso Moto Club.
Se inició en su profesión, en Punta Arenas, de donde fue trasladado al Hospital Enrique Deformes, en Valparaíso, llegando a ocupar el cargo de Jefe de la Unidad de Pediatría. Al mismo tiempo, realizó una intensa labor de creación y atención en políclínicos periféricos populares y fundó los centros de Cerro Esperanza, Ramaditas, además de crear los policlínicos de La Calera, La Ligua, Nogales, Hijuelas y Cabildo. Fue miembro de la Sociedad de Pediatría de la Región de Valparaíso y en un tiempo, presidente de ella. 
Fue llamado «el doctor de los pobres», a quienes atendía gratuitamente.  Era conocido por recorrer los cerros de Viña del Mar y Valparaíso en bicicleta, montando un escúter o un caballo, para ejercer su profesión de pediatra entre las familias de más escasos recursos que habitaban allí.

## Carrera política
Fue militante del Partido Comunista de Chile desde 1935; viajó al extranjero, a encuentros del partido, junto a Pablo Neruda y a otras figuras políticas de entonces. Tuvo contacto con importantes figuras políticas de su época, entre ellas a Fidel Castro y Mao Tse Tung, por el cual fue invitado a la República Popular China. Renunció a su partido en 1965, y formó un movimiento llamado Espartaco de inspiración maoísta, que a su vez dio nacimiento al Partido Comunista Revolucionario (PCR). Posteriormente regresó al Partido Comunista. 
Fue elegido diputado por Valparaíso el 1 de abril de 1956, apoyado por el Frente de Acción Popular y el Partido Radical, pero no pudo asumir, porque se lo impedía la Ley de Defensa de la Democracia. Fue elegido senador de la República, por la Tercera Agrupación Provincial Aconcagua y Valparaíso, en representación del Partido Comunista, período 1961 a 1969; integró la Comisión Permanente de Salud Pública. Como senador y junto a su colega Salvador Allende Gossens, ambos médicos, en su trabajo parlamentario se preocuparon del problema de la salud, cuyo resultado fue el origen del Servicio Médico Nacional de Empleados (SERMENA).
Vivió en Valparaíso hasta 1973, cuando es detenido en el cuartel Silva Palma durante el Golpe de Estado en Chile de 1973 y fue obligado a radicarse en Arica, donde continuó desarrollando una intensa actividad social y política. 
El 7 de junio de 1988 fue declarado Hijo Ilustre de Arica y posteriormente recibió la misma distinción en diciembre del 2000 por la ciudad de Valparaíso.
Se presentó como candidato a concejal en 1992, pero, a pesar de tener una considerable votación personal no salió elegido. Al año siguiente, fue candidato a senador, nuevamente sin resultar elegido.
Falleció en Arica, víctima de un cáncer de próstata, en el Hospital Doctor Juan Noé, el 22 de febrero de 2004, a la edad de 92 años. Sus funerales se realizaron en el cementerio municipal de Arica, como fue su última voluntad.

## Historial electoral

### Elecciones parlamentarias de 1993
- Elecciones parlamentarias de 1993, para la Circunscripción 1, Región de Tarapacá.[2]

| Candidato                  | Pacto                                | Partido | Votos  | %     | Resultado |
| -------------------------- | ------------------------------------ | ------- | ------ | ----- | --------- |
| Sergio Bitar Chacra        | Concertación por la Democracia       | PPD     | 63 810 | 39,44 | Senador   |
| Julio Lagos Cosgrove       | Unión por el Progreso de Chile       | RN      | 41 328 | 25,54 | Senador   |
| Humberto Palza Corvacho    | Concertación por la Democracia       | PDC     | 29 426 | 18,19 |           |
| Julio Dittborn Cordua      | Unión por el Progreso de Chile       | UDI     | 17 005 | 10,51 |           |
| Jaime Barros Pérez Cotapos | Alternativa Democrática de Izquierda | PC      | 6567   | 4,06  |           |
| Myrna Miranda Vivaceta     | La Nueva Izquierda                   | AHV     | 2220   | 1,37  |           |
| Víctor Muñoz Leigton       | Independientes (Fuera de pacto)      | IND     | 1435   | 0,89  |           |